# カン・ハンナ (女優)
カン・ハンナ（朝: 강한나、1989年1月30日-）はキーイースト所属の大韓民国の女優である。最終学歴は中央大学大学院演劇学科修士課程。

## 来歴
2009年に映画『最後の帰り道』でデビューする。

## 出演

### ドラマ
- ミス・コリア（2013年、MBC） - イム・ソンジュ役[3]
- つづく（2015年、MBC） - 先生役
- 我が家のロマンス（2015年、MBC） - カン・ユラ役[4]
- 魔女宝鑑 〜ホジュン、若き日の恋〜（2016年、JTBC） - 中殿パク氏役
- 麗〜花萌ゆる8人の皇子たち〜（2016年、SBS） - ファンボ・ヨナ役[5]
- ただ愛する仲（2017年、JTBC） - チョン・ユジン役[6]
- 知ってるワイフ（2018年、tvN） - イ・ヘウォン役[7]
- サバイバー：60日間の大統領（2019年、tvN） - ハン・ナギョン役[8]
- 耳から血が出る女（2019年、tvN） - キム・スヒ役[9]
- 青春の記録（2020年、tvN） - カン・ハンナ役（カメオ出演）[10]
- スタートアップ: 夢の扉（2020年、tvN） - ウォン・インジェ役[11]
- 九尾の狐とキケンな同居（2021年、tvN） - ヤン・ヘソン役[12]
- バイト・シスターズ（2022年・YouTube）- ハン・イナ役[13]
- 最愛の敵〜王たる宿命〜（2022年、KBS2）- ユ・ジョン役[14]
- 正直にお伝えします!? (2024年、JTBC) - オン・ウジュ役

### 映画
- 最後の帰り道（2009年） - ソン・ヨン役
- キングオブギター（2009年） - ヨンジン役
- カミングアウト（2011年） - チョンウ役
- ローラーコースター!（2013年） - メアリー役
- 同窓生（2013年） - ワッフルハウスの非常勤スタッフ役
- チング 永遠の絆（2013年） - ア・ラム役
- 泣く男（2014年） - 幼稚園の先生役
- 純粋の時代（2015年） - ガヒ役[15]
- 大家族（2024年） - ハン・ガヨン役

### ラジオ
- カン・ハンナのボリューム上げて（2020年 - 2021年KBS Cool FM） - DJ[16][17]

## 賞とノミネート
| 年   | 賞           | カテゴリー           | 作品                           | 結果       | 参考 |
| ---- | ------------ | -------------------- | ------------------------------ | ---------- | ---- |
| 2016 | SBS演技大賞  | 優秀女優賞           | 麗〜花萌ゆる8人の皇子たち〜    | ノミネート |      |
| 2017 | 百想芸術大賞 | TV部門新人女優賞     | 麗〜花萌ゆる8人の皇子たち〜    | ノミネート |      |
| 2018 | SBS芸能大賞  | ベストチャレンジ賞   | ランニングマン                 | ノミネート |      |
| 2020 | KBS芸能大賞  | 新人DJオブザイヤー賞 | カン・ハンナのボリューム上げて | 受賞       |      |